# Long Walk to Forever
Long Walk to Forever – to debiutancki minialbum zespołu Pencey Prep. Został wydany w 2000 roku.

## Lista piosenek
1. Yesterday - 4:08
2. Lloyd Dobbler - 2:08